# Coteminas
A Companhia de Tecidos Norte de Minas (Coteminas) é uma empresa do ramo têxtil, fundada por José Alencar e Luiz de Paula. Além de Minas Gerais, a empresa mantém fábricas na Paraíba, Rio Grande do Norte e Santa Catarina. No exterior, a empresa possui operações na Argentina, nos Estados Unidos e no Canadá.
No período de 2008 a 2012, a empresa sofreu com forte crise nos EUA e com o fortalecimento do Real, que ocasionou a redução de suas atividades nos EUA e o fechamento de duas fábricas no Rio Grande do Norte.

A partir de 2009, empresa passou a atuar no varejo através das lojas MMartan e Artex. No Brasil, a empresa detém as marcas Santista, Artex, MMartan e Casa Moysés. Na Argentina, a empresa possui as marcas Palette, Arco-Íris e Fantasia. A marca Springmaid é comercializada nos Estados Unidos e no Canadá. A empresa possui também as marcas Wabasso, Texmade, Springs Home e licencia a marca SERTA.

## História
A Coteminas foi fundada por José Alencar em Montes Claros, Minas Gerais, em 1967. A primeira fábrica de fiação e tecidos da empresa, localizada em Montes Claros, Minas Gerais, entrou em operação em 1975. A empresa expandiu sua capacidade operacional, através da aquisição da unidade operacional de Natal, RN, na década de 80, e construção de novas fábricas em Campina Grande, PB, e aquisição de ativos operacionais da Santista e Artex, localizados em Blumenau, SC, e João Pessoa, PB, na década de 90.
A aquisição das marcas Santista e Artex marcou a entrada da CTNM no segmento de consumo, que realizou, posteriormente, aquisição das marcas Arco-Íris e Fantasia, na Argentina. 
Em julho de 2004 a companhia adquiriu participação relevante na Companhia de Tecidos Santanense, sociedade aberta que tem por objetivo social a indústria têxtil; atividades afins; confecção e comercialização de produtos do vestuário, inclusive uniformes profissionais; acessórios e equipamentos de proteção individual - EPI, destinados à segurança do trabalho; a exportação e importação de produtos ligados a sua finalidade, podendo participar do capital de outras empresas e adquirir títulos negociáveis no mercado de capitais. A CTNM controla a Companhia de Tecidos Santanense.
Em 26 de Janeiro de 2006, foi concluída a operação de associação dos ativos operacionais relacionados aos negócios de produtos para o lar da CTNM e da Springs Industries Inc. com a constituição da Springs Global Participações S.A., que controla a Coteminas S.A. e a Springs Global US, Inc., companhias fechadas operacionais, com sede no Brasil e nos Estados Unidos, respectivamente, e que passaram a gerir as atividades industriais na área de artigos de cama e banho anteriormente desenvolvido pelas emissoras (CTNM) e pela Springs.
A Springs Industries fornecia aos principais varejistas líderes dos Estados Unidos e do Canadá uma linha completa e coordenada de produtos de alta qualidade para o lar, sob marcas renomadas nos setores de cama, banho e tecidos acabados a metro, ocupando a liderança de participação no mercado varejista na maioria dos segmentos em que atuava.
A associação criou o maior complexo operacional de produtos têxteis de cama e banho do mundo, com unidades de produção nas Américas, com objetivo de gerar sinergias significativas como resultado da racionalização da produção e da combinação das atividades de CTNM e da Springs. A partir de 27 de julho de 2007, as ações da Springs Global Participações S.A. (Springs Global), controlada da CTNM, passaram a ser negociadas no segmento do Novo Mercado da antiga BM&FBOVESPA S.A. - Bolsa de Valores, Mercadorias e Futuros, atualmente, renomeada B3 – Brasil, Bolsa, Balcão S.A., sob o código de negociação SGPS3.
A partir de 2009, a sua controlada Springs Global passou a atuar diretamente no varejo monomarcas de cama, mesa e banho no Brasil, através da aquisição da rede de lojas MMartan. Em 2011, houve o lançamento de lojas Artex. Houve o inicio das franquias Artex em 2015 e, da franquia digital em 2018. 
A Springs Global possui produção verticalmente integrada de seus produtos, desde a fiação, passando pela tecelagem, preparação, tinturaria, estamparia, acabamento e confecção, com plantas no Brasil (nove unidades), nos EUA (três unidades), e na Argentina (uma unidade).
A Springs Global acredita ser líder em produtos de cama, mesa e banho nas Américas, sendo detentora de marcas tradicionais e líderes em seus segmentos de atuação, estrategicamente posicionadas de forma a atender eficientemente a clientes de diferentes perfis socioeconômicos. No Brasil, a Springs Global detém as marcas Santista, Artex, MMartan e Casa Moysés. A primeira é comercializada apenas no atacado, as duas últimas são comercializadas somente no varejo monomarca, e a Artex atende os dois canais de distribuição. Na Argentina, possuímos as marcas Palette, Arco-Íris e Fantasia, que são líderes de mercado. A marca Springmaid é comercializada nos Estados Unidos da América (EUA) e no Canadá. Possuímos também as marcas Wabasso, Texmade, Springs Home e licenciamos a marca SERTA.
Em 25 de julho de 2024, a Justiça de Minas Gerais homologou o processamento da recuperação judicial da Coteminas.